# San Juan County (Utah)
San Juan County ist ein County im US-amerikanischen Bundesstaat Utah. Im Jahr 2020 hatte das County 14.518 Einwohner und eine Bevölkerungsdichte von 0,7 Einwohnern pro Quadratkilometer. Der Verwaltungssitz (County Seat) ist Monticello, der größte Ort ist Blanding.

## Geografie
Das County liegt im äußersten Südosten von Utah und stößt an den Four Corners auf die Schnittstelle zwischen den Staaten Utah, Colorado, New Mexico und Arizona.
Es hat eine Fläche von 20.547 Quadratkilometern (7933 mi²), wovon 292 Quadratkilometer Wasserflächen sind. Das County wird vom namensgebenden San Juan River durchflossen, einem Nebenfluss des Colorado River, der zugleich die Westgrenze des Countys bildet.
Der San Juan River bildet innerhalb des Countys die Nordgrenze der Navajo Nation Reservation, die ansonsten zum überwiegenden Teil in Arizona liegt. Teile des Reservationsgebiets erstrecken sich aber bis in die Nachbarstaaten Utah, Colorado und New Mexico. Innerhalb des Reservationsgebiets, an der südlichen Grenze des San Juan Countys zu Arizona, liegt das Monument Valley.
An das San Juan County grenzen folgende Nachbarcountys:
| Emery County*                              | Grand County                                     | Mesa County (Colorado)*, Montrose County (Colorado)                                  |
| Kane County, Garfield County, Wayne County |                                                  | San Miguel County (Colorado), Dolores County (Colorado), Montezuma County (Colorado) |
| Coconino County (Arizona)                  | Apache County (Arizona), Navajo County (Arizona) | San Juan County (New Mexico)*                                                        |

*an einem einzigen Punkt

## Geschichte
San Juan County wurde im Jahre 1880 gegründet.

## Demografische Daten

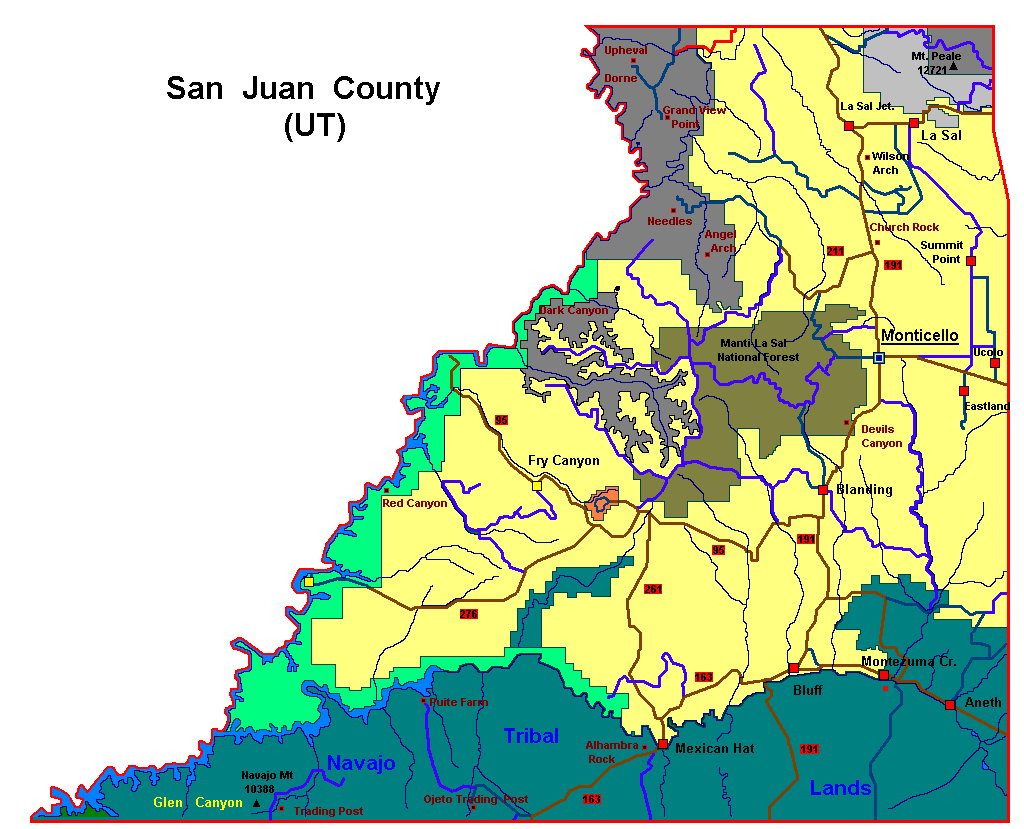
San Juan County (UT) Details

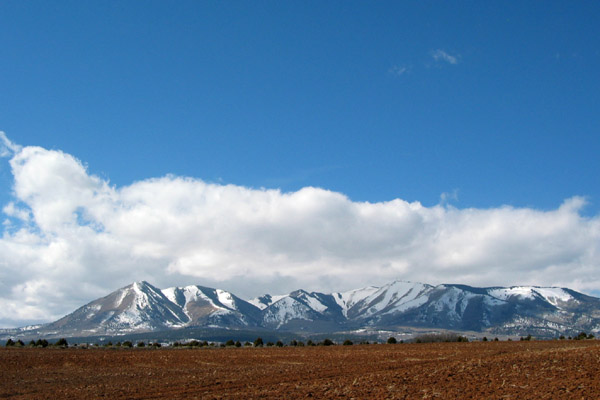
Die Abajo Mountains

Nach der Volkszählung im Jahr 2010 lebten im San Juan County 14.746 Menschen in 4241 Haushalten. Die Bevölkerungsdichte betrug 0,7 Einwohner pro Quadratkilometer. In den 4241 Haushalten lebten statistisch je 3,35 Personen.
Ethnisch betrachtet setzte sich die Bevölkerung zusammen aus 47,6 Prozent Weißen, 0,5 Prozent Afroamerikanern, 49,0 Prozent amerikanischen Ureinwohnern, 0,5 Prozent Asiaten, 0,1 Prozent Polynesiern sowie aus anderen ethnischen Gruppen; 2,2 Prozent stammten von zwei oder mehr Ethnien ab. Unabhängig von der ethnischen Zugehörigkeit waren 5,3 Prozent der Bevölkerung spanischer oder lateinamerikanischer Abstammung.
33,2 Prozent der Bevölkerung waren unter 18 Jahre alt, 55,7 Prozent waren zwischen 18 und 64 und 11,1 Prozent waren 65 Jahre oder älter. 49,6 Prozent der Bevölkerung war weiblich.

Das jährliche Durchschnittseinkommen eines Haushalts lag bei 37.611 USD. Das Pro-Kopf-Einkommen betrug 14.853 USD. 29,4 Prozent der Einwohner lebten unterhalb der Armutsgrenze.

## Ortschaften im San Juan County
Citys
- Blanding
- Monticello

Census-designated places (CDP)
| - Aneth - Bluff - Halchita - Halls Crossing - Hite | - La Sal - Mexican Hat - Montezuma Creek - Navajo Mountain - Oljato | - Spanish Valley - Tselakai Dezza - White Mesa |

Andere Unincorporated Communities
- Fry Canyon
- Ucolo

## Gliederung
Das San Juan County ist in vier Census County Divisions (CCD) unterteilt:
| CCD                              | Einwohner (2010) | FIPS     |
| -------------------------------- | ---------------- | -------- |
| Blanding CCD                     | 4904             | 49-90215 |
| Casa del Eco Mesa-White Mesa CCD | 3882             | 49-90280 |
| Monticello CCD                   | 3773             | 49-92021 |
| Oljato CCD                       | 2187             | 49-92408 |